# Juan R. de la Cruz
Juan R. de la Cruz (Real de Catorce, San Luis Potosí, 24 de noviembre de 1901 - Ciudad de México, mayo de 1970) fue un líder sindical mexicano. Es conocido por su participación en las diligencias correspondientes al asilo político que México le brindó a León Trotski así como por su involucramiento junto con Diego Rivera, Frida Kahlo, Octavio Fernández Vilchis, entre otros en lo que sería la sección mexicana de la IV Internacional en México. Fue partícipe de la conformación de la CTM en 1936, se desempeñó como el primer Secretario General del Sindicato único de Trabajadores de la Construcción de la Ciudad de México y fue miembro de la Casa del Obrero Mundial. 

## Vida profesional
Contratista por oficio, Juan R. de la Cruz fue un líder sindical mexicano. Fue el primer secretario General del Sindicato Único de Trabajadores de la Construcción en 1935, cargo que repitió de 1941 a 1954.  Participó en la conformación de la Confederación de Trabajadores de México en 1936. Fue miembro de la Casa del Obrero Mundial y precursor de movimientos obreros en México, "por la emancipación del proletariado". Entre las obras más destacadas de las que él y su sindicato fueron parte están el Hospital Central Militar de la Ciudad de México y el edificio de la Suprema Corte de Justicia de La Nación en la Plaza de la Constitución.

## Asilo Político de León Trotski
El 5 de diciembre de 1936, durante las gestiones llevadas a cabo con el fin de adquirir el asilo político en México para León Trotski, el Buró Político de la Sección Mexicana de la Liga Comunista Internacional llegó a la resolución de que harían falta delegados obreros para demandarle al Presidente de la República, el asilo que solicitaban. Tal como les aconsejó el general Francisco J. Múgica.
Se le solicitó a los representantes SUTC, Juan R. de la Cruz, Secretario General; David Urzúa, ejecutivo del sindicato; y Bernabé Jurado, abogado del mismo; entre otras personas que, junto a Octavio Fernández Vilchis, visitaran en Torreón a Lázaro Cárdenas. Todo con el fin de solicitarle su autorización para recibir al exlíder soviético. Vilchis, al serle autorizada la petición, contactó a Rivera en el Distrito Federal para informarle que se había logrado su cometido. Una vez de regreso en la capital, Juan R. de la Cruz continuó con sus compromisos laborales habiendo concluido su colaboración con el trotskista. 
Sin embargo, se vio involucrado una vez más. Al tiempo de su misión en Coahuila, y a días de la tan anticipada llegada de León Trotski y Natalia Sedova al puerto de Tampico, se solicitó por mandato presidencial que se le brindara un carro especial a los revolucionarios y sus acompañantes. Entre la escolta se encontraba Juan R. de la Cruz, con el deber de acompañarles en su trayecto al hotel y a la mañana siguiente al tren que debían tomar. 

## IV Internacional
En una entrevista que Octavio Fernández Vilchis le concedió a la doctora Olivia Gall en 1982, narra una recapitulación de su trayectoria. Entre lo que recuerda, menciona su incursión al SUTC.
Tiempo después de haberlo conocido, Vilchis, en busca de trabajo, le propuso a Juan R. de la Cruz brindar capacitación y formación política a los trabajadores del sindicato. El sr. de la Cruz entonces le dio carta blanca para ello. Consideraba que era importante para sus agremiados contar la información pertinente que les permitiera ejercer adecuadamente y conocer sus derechos laborales. Meses después de pláticas y conferencias, se comenzó a hablar del tema de formar parte de un grupo de la IV Internacional. En las reuniones, participaron personalidades del medio: Félix Ibarra, los Ayala, Luciano Galicia, Carlos y Benjamín Álvarez, Diego Rivera, Frida Kahlo, Juan R. De la Cruz y de ocho a diez mil obreros del sindicato de la construcción.
Debido a este movimiento, el sindicato creció hasta contar con más de diez mil miembros convirtiéndose en uno de los más importantes de entonces. De acuerdo con Vilchis, gracias a dicha fortaleza logró sobrevivir a los ataques de los sindicatos lombardistas y comunistas.

## Participación en la conformación de la CTM
Durante declaraciones tomadas por el expresidente Plutarco Elías Calles en contra de Lázaro Cárdenas del Río, Fernández Vilchis propuso utilizar al movimiento obrero para hacer frente a la postura de Calles y mostrarle apoyo a Cárdenas. Con esta intención, aumentó la producción de periódicos de ideología trotskista, se colocaron llamados a la formación de un frente de defensa proletaria y surgieron movimientos que defendían el derecho a huelga y a los sindicatos. Fue para México un momento social significativo. 
En la mencionada entrevista, Fernández Vilchis comparte que con la participación de Juan R. de la Cruz fue creado el Comité de Defensa Proletaria, consigna trotskista que se convertiría en la Confederación de Trabajadores de México.

## Rompimiento
Con la adopción de la ideología trotskista por parte del sindicato, surgió discordia entre los miembros. Se dieron acusaciones hacia los pintores de pertenecer a la burguesía o de ser capitalistas, ya que buscaban trabajo por cuenta propia en los murales llevados a cabo por Diego Rivera. Galicia, Ibarra y los Ayala, por su parte, llamaron al campo y la ciudad a tomar acción directa contra las carencias en las que vivía el proletario, tomando como oportunidad la relevancia y presencia que el movimiento trotskista, el muralista y el sindicato tenían. 

### Relación con Diego Rivera
Se tomaron distintas posturas al respecto. Diego Rivera consideró necesario disolver la sección mexicana de la IV internacional, ya que el movimiento se estaba sacrificando a los intereses personales de León Trotski. Al ser disuelta, los izquierdistas optaron por atacar al sindicato, llegando a una escisión que dio inicio a un sindicato rojo.
Juan R. de la Cruz, a la cabeza de muy pocos miembros de un sindicato ahora muy debilitado, rompió con Vilchis, Rivera, Trotski y cualquier otra intención ultraizquierdista. Tal como menciona Vilchis, ¿Cómo podría permanecer con los trotskistas que habían agredido y destruido su sindicato?

#### "Por la emancipación del proletariado"
Juan R. de la Cruz no concordaba del todo con la ideología comunista, ni con la política de Lombardo. Sus intenciones por apoyar al movimiento obrero eran genuinas. Tal como se expone en un telegrama que envió a la comisión de investigación sobre los cargos llevados a cabo en contra de León Trotski en el que al hacerse representar, declaró hacerlo únicamente "por la emancipación del proletariado".

## Candidaturas
En 1937, presentó candidatura para diputado propietario en fórmula con Ibarra G. como suplente del 4°distrito electoral del Distrito Federal. Perdiendo la candidatura contra José Escudero y Andrade Cárdenas con 18,227 votos.
Para 1946, se publicó la junta del 24 de agosto en el Diario de los debates de la Cámara de Diputados del Congreso de los Estados Unidos Mexicanos de la XL legislatura, en la cual Juan R. de la Cruz se vuelve a postular como candidato. Esta vez, apoyando como suplente a Ramón Castilleja, miembro del Partido Revolucionario Institucional, como candidato propietario del 7° distrito electoral. Aún presentando evidencia de irregularidades en las elecciones, la mancuerna pierde  la candidatura en contra de Juan Gutiérrez Lascuráin y Francisco García Sáenz.

## Últimos años

### Construcciones
Además de haber sido parte de la construcción del Hospital Central Militar de la Ciudad de México y del edificio de la Suprema Corte de Justicia de La Nación en la Plaza de la Constitución, Juan R. de la Cruz se involucró en construcciones de casa-habitación en la colonia Narvarte y San Nicolás Totolapan. Actualmente, las mencionadas edificaciones siguen en pie.

### Después del sindicato
Juan R. De La Cruz, aún habiendo dejado su puesto del Sindicato, abandonado la Casa del Obrero y la Confederación de Trabajadores, continuó manteniendo influencia ante sus compañeros sindicales como David Urzúa. No obstante, perdió contacto con quienes fueran los dirigentes en la CTM. Los señores Vicente Lombardo Toledano, Fidel Velázquez  y los cinco "lobitos", quienes, debido a los enfrentamientos mencionados, cortaron relación con de la Cruz. 
Esposo y padre de 5 hijos, falleció a causa de un accidente automovilístico al salir de su residencia en la Ciudad de México.